# Macrobiologia

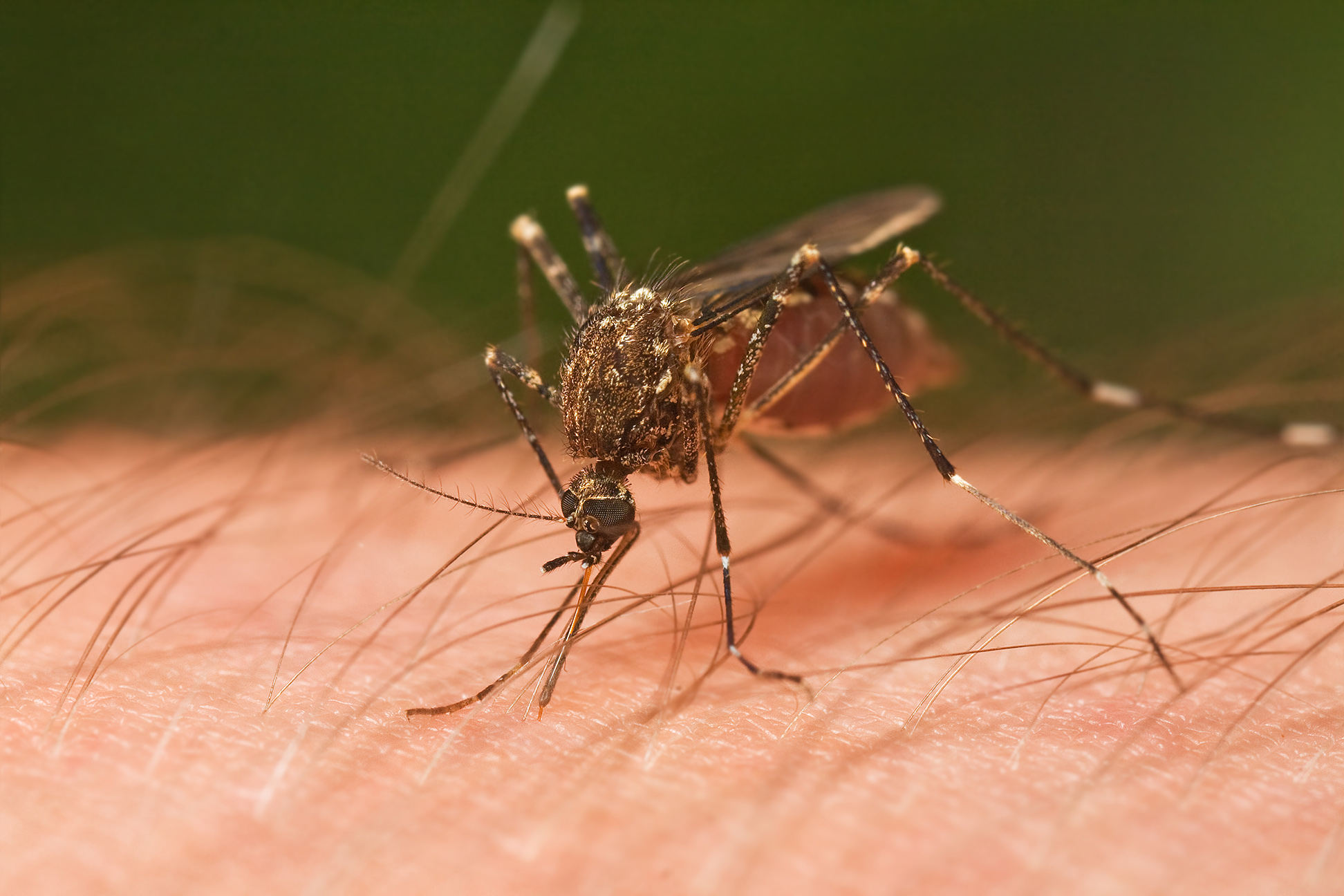
Um mosquito é um organismo estudado por macrobiólogos

Macrobiologia é o ramo da biologia que estuda grandes organismos vivos (denominados macrorganismos) que podem ser vistos a olho nu. A macrobiologia é o oposto da microbiologia.

## Conceitos de Macrobiologia

#### Macrocosmo e Microcosmo
Macrocosmo e Microcosmo é um conceito importante em Macrobiologia. Refere-se a uma visão do cosmos onde a parte reflete o todo (macrocosmo) e vice-versa. É uma característica "presente em todas as escolas esotéricas de pensamento", segundo o estudioso Pierre A. Riffard. É a base de práticas como astrologia, alquimia e geometria sagrada.